# Andalucia (film)
Andalucia è un film del 2006 diretto da Alain Gomis.
È stato presentato al 27º Festival di cinema africano di Verona e alle Giornate degli Autori della 64ª Mostra del Cinema di Venezia.

## Trama
Yacine è un giovane parigino di origini algerine che vive in una roulotte, cercando invano di dare un senso alla propria vita. Figure sfuggenti affollano la sua esistenza, lo portano a evocare continuamente il passato in un caleidoscopio di eventi e personaggi. Un naufragio emotivo alla ricerca delle proprie radici, un'inquietudine esistenziale che non riesce ad appagarsi. All'improvviso un miraggio, una meta chiara e raggiungibile: Toledo. E la città andalusa gli  mostrerà la verità su se stesso.